# 久慈照嘉
久慈 照嘉（くじ てるよし、1969年4月19日 - ）は、山梨県甲府市出身（出生地は東京都）の元プロ野球選手（内野手、右投左打）、野球指導者。阪神タイガースのコーチを務めた。現役時代には2001年のみ、登録名を「テル」と改めていた。現在は、神戸国際大学附属高校女子硬式野球部のコーチや、その他野球指導を行っている。
長女の久慈愛はオスカープロモーション所属女優でミュージカルとCMに出演、2017年にはミュージカル『アニー』にテシー役に採用された。

## 経歴

### プロ入り前
甲府市立富士川小学校、甲府市立東中学校出身。
東海大甲府高校時代は、2年生だった1986年の夏の甲子園から3季連続で甲子園出場を果たす。3年春の選抜では準決勝でPL学園に敗れたが「東の久慈、西の立浪」といわれており、高校時代から守備力があった。立浪とは後に中日ドラゴンズで同僚となる。また高校の1年先輩に山根善伸がいる。シュアな打撃が売りだったが、高校3年時には当時の4番打者・江花が不振のために代役で4番に座ったことがある。
高校卒業後の1988年、社会人野球チームの日本石油に入団。日本石油時代は2年目の1989年から都市対抗野球に3年連続で出場。日本選手権は1989年・1990年と2年連続で準優勝、1991年は優勝し、全日本アマチュア野球王座決定戦でも優勝を経験。1989年は社会人ベストナインに選ばれた。1990年にオリックス・ブレーブスからドラフト会議の上位候補として声がかかったことがあったが、「ここで（久慈が）いなくなったら来年のチームにとってマイナス」と判断されて会社側から拒否。会社からは「オリックスからの話を励みにもう1年頑張れ」と言われたということで、本人は「気持ちとしては行かせてくれと思っていたから、聞きたくなかった」と話しているが、この時初めてプロを意識したという。翌1991年のドラフト会議で、阪神タイガースから2位指名を受けて入団。背番号は8。

### 阪神時代
堅実な守備と勝負強い打撃で1年目から活躍し開幕戦にも先発出場しオールスターゲームのセ・リーグ遊撃手部門ファン投票選出される。
1992年に打率.245で新人王に選出。本塁打0本で新人王に選ばれた野手は史上初であった（後に松本哲也が2009年新人王に選ばれる）。
1993年は年初に前年の新人王を争った相手でもある同僚の新庄剛志が遊撃へ再コンバートされるも、春季キャンプにおいての守備力評価で優位となりポジションを守った。1996年5月18日の甲子園の広島東洋カープ戦では9回二死から二塁打を放ち、ロビンソン・チェコのノーヒットノーランを阻止した。この他にも同年6月23日の富山市民球場アルペンスタジアムでの広島戦で山﨑健から二塁打、1993年4月27日にナゴヤ球場での中日戦で郭源治から単打をそれぞれ打ち、ノーヒッターを阻止している（いずれも1安打完封、且つ相手投手が安打）。
1997年、6年連続規定打席到達し自己最多の3本塁打を記録したものの、同年に監督就任した吉田義男からは久慈の肩の弱さから併殺を取れないことを指摘され、同年に入団し、主に二塁・三塁を守っていた今岡誠を翌年からは遊撃手として育てる方針が固まっていた。

### 中日時代
1997年オフ、脱税事件で出場停止となった鳥越裕介の穴埋めとして1998年に関川浩一とともに、大豊泰昭・矢野輝弘との交換トレードで中日へ移籍。背番号は6。6は高校時代と社会人時代に慣れ親しんでいた背番号でもあった。遊撃手として新外国人の李鍾範が入団したため二塁手に転向。二塁には不動のレギュラーの立浪和義がいたが立浪が守備に自信が無くなったと自ら外野にコンバートを願い久慈がレギュラー二塁手になった。しかし李が死球により戦列を離れたため、シーズン後半からは遊撃手を務めた(二塁には立浪が再び就いた)。規定打席到達は7年連続まで伸びた。
1999年には福留孝介にレギュラーの座こそ譲ったものの、当時守備に不安があった福留に代わり試合の後半に出場することも多かった。控えに回ったため規定打席到達はならず連続到達は7年で止まった。
その後は、井端弘和・荒木雅博ら若手の台頭により出場機会が減少。
2002年のシーズン終了後には、守備コーチ就任の打診を受けたが、現役続行を求めて自由契約で退団した。

### 阪神復帰
2003年から古巣の阪神に復帰し、中日時代の3×2=6の語呂合わせから背番号32を付けた。同年は、持ち前の抜群の守備力で同年のリーグ優勝に貢献した。阪神復帰時は試合終盤の21時頃に守備固めで出場する機会が多かったことから、ファンや実況中継では「9時に久慈」と呼ばれていた。
久慈が中日に在籍していた時期と、阪神に復帰した2003年の監督であった星野仙一は、久慈の守備能力とともに指導者としての資質を高く評価。
2005年にも阪神から、次期指導者育成の一環として、二軍コーチへの就任を打診された。しかし、現役続行を希望する久慈がこの打診を拒否したため、球団は久慈の意思を尊重したうえで自由契約にした。その後は合同トライアウトに参加したが獲得球団がなく、2006年に入って引退を決意した。
最後に出場した試合は2005年の日本シリーズ（対千葉ロッテマリーンズ）の第4戦、9回に一塁の代走として出場だった。矢野輝弘の送りバントが三塁手への小飛球となり、飛び出した本人も一塁へ戻れず併殺となり、これが現役最後のプレーとなった。

### 現役引退後
2006年の春には、古巣・阪神の仲介を通じて、メジャーリーグのアトランタ・ブレーブスで短期のコーチ研修を受講。
2007年から2年間サンケイスポーツの専属評論家として「牛若丸が斬る!」と題した評論コラムを大阪本社発行版の紙面に連載する一方で、NHK-BSのメジャーリーグ中継でも解説を務めていた。
2008年10月29日には、一軍守備走塁コーチとして阪神に復帰した。
2009年シーズンから背番号は「くじ」をもじって92を使用し、主に一塁ベースコーチを担当。
2012年からは和田豊監督の要請で三塁ベースコーチを務めた。
2013年10月19日、球団へ退任を申し入れ退団した。退団後の同年11月下旬、台湾で開催されるプロ野球のウィンターリーグで台湾チームの臨時コーチを担当。
2014年からは再び野球評論家・野球解説者として活動していた。
2015年4月、啓新高等学校野球部の外部コーチに就任した。
2016年シーズンより、再び阪神の一軍内野守備走塁コーチを務めている。
2018年シーズン途中から金本知憲監督の方針で、一塁ベースコーチを担当した。
2019年シーズンでは再びベンチ担当となる。
2021年からは「内野守備兼バント担当コーチ」に肩書が変更となった。
2022年10月15日、同年限りで退団すると球団から発表がされた。
2023年5月から、同年4月創部の神戸国際大学附属高等学校女子硬式野球部のコーチに就任。その他野球塾などで子供たちに指導している。

## 選手としての特徴・人物
俊足・堅守の内野手で、「平成の牛若丸」の異名を持つ。遊撃を中心に高い守備力を誇る。現役時代は他球団に川相昌弘らの存在もあり、ゴールデングラブ賞には縁がなかったが、その鉄壁の守備で阪神・中日を支えた。バントを得意としていたが打撃自体には難があり、毎年のように対抗馬をぶつけられ、ポジション争いをしていた。
中日時代のチームメイトである井端弘和は、内野守備が上手い選手の1人に久慈を挙げている。井端は久慈の守備を「魅せる守備（華麗なグラブさばき）」と表現し、「魅せる守備では、（久慈さんに）到底追いつけない」と思い、堅実に守るように方向転換したという。

## 詳細情報

### 年度別打撃成績
| 年 度      | 球 団      | 試 合 | 打 席 | 打 数 | 得 点 | 安 打 | 二 塁 打 | 三 塁 打 | 本 塁 打 | 塁 打 | 打 点 | 盗 塁 | 盗 塁 死 | 犠 打 | 犠 飛 | 四 球 | 敬 遠 | 死 球 | 三 振 | 併 殺 打 | 打 率 | 出 塁 率 | 長 打 率 | O P S |
| ---------- | ---------- | ----- | ----- | ----- | ----- | ----- | -------- | -------- | -------- | ----- | ----- | ----- | -------- | ----- | ----- | ----- | ----- | ----- | ----- | -------- | ----- | -------- | -------- | ----- |
| 1992       | 阪神       | 121   | 441   | 371   | 29    | 91    | 8        | 8        | 0        | 115   | 21    | 4     | 5        | 24    | 4     | 41    | 3     | 1     | 50    | 9        | .245  | .319     | .310     | .629  |
| 1993       | 阪神       | 128   | 488   | 401   | 49    | 98    | 9        | 4        | 1        | 118   | 16    | 6     | 3        | 31    | 3     | 53    | 4     | 0     | 76    | 10       | .244  | .330     | .294     | .625  |
| 1994       | 阪神       | 130   | 532   | 439   | 40    | 110   | 14       | 1        | 0        | 126   | 14    | 2     | 5        | 38    | 1     | 53    | 1     | 1     | 76    | 6        | .251  | .332     | .287     | .619  |
| 1995       | 阪神       | 123   | 409   | 334   | 32    | 89    | 9        | 5        | 1        | 111   | 24    | 3     | 8        | 13    | 0     | 62    | 6     | 0     | 49    | 1        | .266  | .381     | .332     | .714  |
| 1996       | 阪神       | 130   | 590   | 504   | 56    | 140   | 13       | 2        | 0        | 157   | 16    | 14    | 11       | 24    | 4     | 57    | 2     | 1     | 75    | 8        | .278  | .350     | .312     | .661  |
| 1997       | 阪神       | 126   | 479   | 393   | 55    | 101   | 11       | 2        | 3        | 125   | 20    | 8     | 7        | 33    | 2     | 44    | 1     | 7     | 42    | 8        | .257  | .341     | .318     | .659  |
| 1998       | 中日       | 122   | 482   | 389   | 43    | 97    | 10       | 3        | 0        | 113   | 18    | 7     | 7        | 38    | 0     | 52    | 0     | 3     | 51    | 5        | .249  | .342     | .290     | .633  |
| 1999       | 中日       | 107   | 211   | 172   | 17    | 54    | 8        | 0        | 0        | 62    | 11    | 5     | 2        | 16    | 1     | 21    | 1     | 1     | 23    | 1        | .314  | .390     | .360     | .750  |
| 2000       | 中日       | 80    | 86    | 72    | 3     | 12    | 1        | 1        | 0        | 15    | 6     | 0     | 0        | 5     | 0     | 8     | 0     | 1     | 10    | 1        | .167  | .259     | .208     | .468  |
| 2001       | 中日       | 34    | 19    | 11    | 2     | 1     | 0        | 0        | 0        | 1     | 0     | 0     | 0        | 4     | 0     | 3     | 0     | 1     | 2     | 1        | .091  | .333     | .091     | .424  |
| 2002       | 中日       | 9     | 5     | 5     | 1     | 2     | 0        | 0        | 1        | 5     | 1     | 0     | 0        | 0     | 0     | 0     | 0     | 0     | 0     | 0        | .400  | .400     | 1.000    | 1.400 |
| 2003       | 阪神       | 55    | 56    | 46    | 4     | 14    | 3        | 1        | 0        | 19    | 6     | 1     | 0        | 2     | 2     | 6     | 0     | 0     | 12    | 1        | .304  | .370     | .413     | .783  |
| 2004       | 阪神       | 31    | 26    | 17    | 4     | 2     | 0        | 0        | 0        | 2     | 0     | 1     | 0        | 4     | 0     | 5     | 0     | 0     | 6     | 0        | .118  | .318     | .118     | .436  |
| 2005       | 阪神       | 3     | 2     | 1     | 1     | 0     | 0        | 0        | 0        | 0     | 0     | 0     | 0        | 1     | 0     | 0     | 0     | 0     | 0     | 0        | .000  | .000     | .000     | .000  |
| 通算：14年 | 通算：14年 | 1199  | 3826  | 3155  | 336   | 811   | 86       | 27       | 6        | 969   | 153   | 51    | 48       | 233   | 17    | 405   | 18    | 16    | 472   | 51       | .257  | .343     | .307     | .650  |

- 各年度の太字はリーグ最高

### 年度別守備成績
| 年 度 | 球 団 | 遊撃  | 遊撃  | 遊撃  | 遊撃  | 遊撃  | 遊撃     | 二塁  | 二塁  | 二塁  | 二塁  | 二塁  | 二塁     |
| 年 度 | 球 団 | 試 合 | 刺 殺 | 補 殺 | 失 策 | 併 殺 | 守 備 率 | 試 合 | 刺 殺 | 補 殺 | 失 策 | 併 殺 | 守 備 率 |
| ----- | ----- | ----- | ----- | ----- | ----- | ----- | -------- | ----- | ----- | ----- | ----- | ----- | -------- |
| 1992  | 阪神  | 120   | 138   | 338   | 17    | 59    | .966     | -     | -     | -     | -     | -     | -        |
| 1993  | 阪神  | 128   | 160   | 356   | 13    | 60    | .975     | -     | -     | -     | -     | -     | -        |
| 1994  | 阪神  | 130   | 184   | 431   | 11    | 97    | .982     | -     | -     | -     | -     | -     | -        |
| 1995  | 阪神  | 119   | 153   | 323   | 11    | 57    | .977     | -     | -     | -     | -     | -     | -        |
| 1996  | 阪神  | 130   | 189   | 434   | 18    | 80    | .972     | -     | -     | -     | -     | -     | -        |
| 1997  | 阪神  | 123   | 194   | 351   | 7     | 80    | .987     | -     | -     | -     | -     | -     | -        |
| 1998  | 中日  | 72    | 101   | 181   | 4     | 37    | .986     | 49    | 89    | 127   | 3     | 18    | .986     |
| 1999  | 中日  | 100   | 75    | 199   | 2     | 30    | .993     | 6     | 4     | 6     | 0     | 1     | 1.000    |
| 2000  | 中日  | 64    | 34    | 60    | 1     | 9     | .989     | 3     | 2     | 0     | 0     | 0     | 1.000    |
| 2001  | 中日  | 27    | 5     | 17    | 0     | 2     | 1.000    | -     | -     | -     | -     | -     | -        |
| 2002  | 中日  | 4     | 4     | 4     | 0     | 0     | 1.000    | 4     | 1     | 0     | 0     | 0     | 1.000    |
| 2003  | 阪神  | 50    | 30    | 50    | 1     | 7     | .988     | -     | -     | -     | -     | -     | -        |
| 2004  | 阪神  | 30    | 8     | 20    | 1     | 2     | .966     | -     | -     | -     | -     | -     | -        |
| 2005  | 阪神  | 1     | 0     | 2     | 0     | 0     | 1.000    | -     | -     | -     | -     | -     | -        |
| 通算  | 通算  | 1098  | 1275  | 2766  | 86    | 520   | .979     | 62    | 96    | 133   | 3     | 19    | .987     |

### 表彰
- 新人王（1992年）
- JA全農Go・Go賞（好走塁賞：1997年4月）

### 記録
初記録
- 初出場・初先発出場：1992年4月4日、対ヤクルトスワローズ1回戦（明治神宮野球場）、2番・遊撃手として先発出場
- 初打席・初犠打：同上、1回表に西村龍次から投手前犠打
- 初安打：1992年4月5日、対ヤクルトスワローズ2回戦（明治神宮野球場）、4回表に岡林洋一から右前安打
- 初打点：1992年4月23日、対横浜大洋ホエールズ5回戦（横浜スタジアム）、4回表に斎藤隆から
- 初盗塁：1992年4月25日、対中日ドラゴンズ4回戦（ナゴヤ球場）、6回表に二盗（投手：田中富生、捕手：中村武志）
- 初本塁打：1993年7月6日、対広島東洋カープ12回戦（広島市民球場）、4回表に高橋英樹から

節目の記録
- 200犠打：1998年9月27日、対阪神タイガース25回戦（阪神甲子園球場）、1回表に川尻哲郎から
- 1000試合出場：2000年5月7日、対横浜ベイスターズ8回戦（ナゴヤドーム）、8回裏に井端弘和の代打として出場 ※史上357人目（鈴木健と同日達成）

その他の記録
- オールスターゲーム出場：4回（1992年、1995年、1996年、1997年）

### 背番号
- 8（1992年 - 1997年）
- 6（1998年 - 2002年）
- 32（2003年 - 2005年）
- 92（2009年 - 2013年）
- 71（2016年 - 2022年）

### 登録名
- 久慈 照嘉（くじ てるよし、1992年 - 2000年、2002年 - ）
- テル（2001年）